# Carl Gottlob von Freytag-Loringhoven
Carl Gottlob von Freytag-Loringhoven (* 4. Januar 1811 in Owerlack, Gouvernement Livland; † 26. Januar 1882 in Weimar) war kaiserlich russischer Geheimer Regierungsrat, Diplomat und Generalkonsul in Kopenhagen und Danzig.

## Leben
Carl Gottlob Baron Freytag von Loringhoven wurde am 4. Januar 1811 auf dem Gut Owerlack (auch Overlack) im livländischen Kreis Fellin, welches sein Vater, der Edelmann und dim. Lieutenant Heinrich von Freytag-Loringhoven (1778–1813, aus der baltischen Linie Heinrich Johann), bewirtschaftete, geboren. Sein Bruder war der Husaren-Generalmajor a. D. und Gutsbesitzer im Gouvernement Poltawa (auf Gurbintzy) Carl Johann Friedrich von Freytag-Loringhoven (1809–1863).
Von Freytag-Loringhoven genoss häuslichen Unterricht. Im Zeitraum 1827–30 war er stud. phil. et dipl. an der Kaiserlichen Universität Dorpat und 1832 Cand. dipl. 1833 setzte er seine Studien an der Universität Heidelberg. 1834 wurde er im Ministerium der Auswärtigen Angelegenheiten in Sankt Petersburg angestellt. 1835 wurde er 1. Gehilfe des Bürochefs (premier aide de chef du bureau), dann 1838 1. Translateur (premier translateur), 1844–47 Sekretär an der Gesandtschaft (Gesandtschaftssekretär) und 1847–49 Geschäftsträger in Rio de Janeiro. 1849–1851 war er 1. Sekretär und 1852 Geschäftsträger in Stockholm. Seine Karriere gipfelte im Amt des Generalkonsuls: 1852–68 in Kopenhagen und 1868–79 in Danzig.
Die Anerkennung des Baronstitels erfolgte durch Kaiserlichen Ukas vom 1. September 1878.
Am 9. Februar 1847 heiratete Carl Gottlob von Freytag-Loringhoven in Rio de Janeiro Mathilde Luise Kalkmann (* 7. August 1824; † 29. Juni 1909), Tochter des Kaufmanns und kaiserlich brasilianischen Vizekonsuls und Reeders in Bremen Ludwig Friedrich Kalkmann. Aus der Ehe gingen folgende Kinder hervor:
- Alexander (* 8. Mai 1849 Rio de Janeiro; † 10. September 1908 Weimar), er war Dramatiker und Weimarer Kammerherr ⚭ II. 1888 Anna Freiin Sebottendorff von der Rose (1852–1929)
- Karl (* 5. Mai 1851 Stockholm; 27. September 1934 Weimar) ⚭ 1891 (gesch. 1906) Erika von Drenethall (* 1867)
- Hugo (* 26. Mai 1855 Kopenhagen; † 19. Oktober 1924 Weimar), Kriegswissenschaftler, ⚭ 1884 Margarete Luise von Zedlitz (* 1859)
- Mathilde (* 30. Oktober 1860 Kopenhagen; † Dezember 1941 Weimar), wurde in Weimar Landschaftsmalerin (Pseudonym Hildegard Thildner), Radiererin, Tierpsychologin und Kunstkritikerin, die in der bürgerlichen Zeitung Deutschland schrieb.[5]
- Maria (* 24. Juni 1863 Kopenhagen)

Mathilde und Carl Gottlob Baron von Freytag-Loringhoven lebten in Weimar, wo er als Geheimer Rat verabschiedet wurde. Baron Freytag von Loringhoven starb am 26. Januar 1882 in Weimar, seine Ehefrau Mathilde am 29. Juni 1909.